# Élections provinciales néo-calédoniennes de 1989
 (août 2025).
Si vous disposez d'ouvrages ou d'articles de référence ou si vous connaissez des sites web de qualité traitant du thème abordé ici, merci de compléter l'article en donnant les références utiles à sa vérifiabilité et en les liant à la section « Notes et références ».
Les élections provinciales de 1989 eurent lieu le 11 juin pour élire le Congrès du territoire et les trois nouvelles assemblées de provinces créées par la loi référendaire du 9 novembre 1988, application législative des accords de Matignon. Le précédent congrès et les anciens conseils de régions, élu lors des élections régionales du 24 avril 1988, ont été dissous en application de cette loi.

## Contexte
Les élections provinciales de 1989 sont le premier scrutin territorial à avoir lieu après la fin des Évènements qui ont opposé violemment entre 1984 et 1988 partisans et opposants de l'indépendance. En effet, marqués par la prise d'otages d'Ouvéa, les dirigeants du Rassemblement pour la Calédonie dans la République (RPCR) et du Front de libération nationale kanak et socialiste (FLNKS) décident de discuter un apaisement et se rencontrent le 15 juin à l'Hôtel Matignon, où a lieu la « poignée de main historique » entre le député Jacques Lafleur et le chef indépendantiste Jean-Marie Tjibaou. Cela aboutit à la signature de l'Accord tripartite de Matignon (entre l'État et les représentants des deux forces antagonistes locales) le 26 juin, complété le 19 août par l'Accord d'Oudinot (du fait qu'il est signé au ministère de l'Outre-mer, rue Oudinot à Paris) qui précise les points sur le corps électoral, le découpage des provinces et l'amnistie. Les deux accords sont réunis sous le nom général d'Accords de Matignon ou encore d'Accords de Matignon-Oudinot. Le FLNKS les entérine à sa convention de Nindiah à Houaïlou le 11 septembre (à l'exception du FULK de Yann Céléné Uregei qui quitte le Front et milite contre les accords), par le RPCR et finalement par la population française lors d'un référendum sur l'autodétermination en Nouvelle-Calédonie tenu le 6 novembre. L'abstention nationale est particulièrement forte (63,11 %), mais le « oui » l'emporte à 80 %. Sur le Territoire, l'abstention s'élève à 36,7 %, le « oui » est voté à 57,03 %, alors que le « non » a été choisi par 67 % des électeurs dans la Région Sud (la plus anti-indépendantiste). Le pays gagne un nouveau statut, précisé par la loi référendaire portant dispositions statutaires et préparatoires à l'autodétermination de la Nouvelle-Calédonie en 1998 du 9 novembre 1988 : les Régions sont remplacées par trois Provinces (Sud, Nord, Îles Loyauté) et la réunion des trois Assemblées provinciales, élues pour 6 ans, forment le Congrès du Territoire. L'exécutif revient au Haut-Commissaire, assisté d'un Comité consultatif, composé des présidents et vice-présidents des trois provinces et du président ainsi que l'un des vice-présidents du Congrès. À cela il faut ajouter deux conseils spécialisés consultatifs : le conseil économique et social et le conseil consultatif coutumier qui réunit les représentants des huit aires coutumières. Le référendum d'autodétermination doit avoir lieu entre le 1er mars et le 31 décembre 1998. Cela marque la fin de la période de violences dite des « Évènements », et les premières élections provinciales sont prévues pour le 11 juin 1989.  
La décision ne fait toutefois pas l'unanimité, et cela dans les deux camps. Du côté indépendantiste, outre le fait que le FULK quitte le Front, Jean-Marie Tjibaou et Yeiwéné Yeiwéné sont assassinés par un militant indépendantiste radical, et ancien élu du Congrès de 1985 à 1988, qui s'estime trahi, Djubelly Wéa, le 4 mai 1989. Du côté anti-indépendantiste, le vote du « non » à 67 % dans le Sud lors du référendum montre le trouble de cet électorat, tandis que les forces anti-autonomistes et nationalistes françaises locales, le Front national (FN) de Guy George, le Front calédonien (FC) de Claude Sarran et l'« Entente » d'Alain Dagostini s'opposent aux accords. 
Plusieurs membres du RPCR déçus par Jacques Lafleur (dont surtout le maire de Dumbéa Bernard Marant) et la signature des accords se joignent à des dissidents du FN local (qui l'ont quitté à cause de mauvais rapport avec l'une des figures du parti, l'écrivain A.D.G., tels Justin Guillemard, Marcel Dubois ou Jacques Haewegene) ainsi qu'aux membres de la liste « Entente » de 1988 (Alain Dagostini) pour former le parti Calédonie Demain. Celui-ci présente des listes dans les trois Provinces, menées par Marant dans le Sud, Marcel Dubois dans le Nord et Jacques Haewegene dans les Îles Loyauté. Le FN, quelque peu affaibli par ces défections, ne présente de listes que dans le Sud (menée par Guy George) et le Nord (tirée par Paul Dangio). Le Front calédonien (FC) pour sa part ne s'avance que dans le Sud, sous la conduite de son président Claude Sarran.      
Mais ces élections voient aussi l'inflation dans la Province Sud des petites formations centristes, axant leurs discours sur le dialogue inter-ethnique et le maintien de la paix rétablie par les accords de Matignon. Peuvent ainsi être cités : la liste « Un pays pour Tous » portée dans le Sud par la Fédération pour une nouvelle société calédonienne (FNSC, fondée en 1979 et qui se veut une « troisième voie » entre le RPCR et le FLNKS) du maire de Bourail Jean-Pierre Aïfa ; l'association anti-indépendantiste « Vérité, Dialogue, Fraternité » (V.D.F.), fondée le 25 mai 1988, dirigée par Victor Chrétien (qui mène la liste dans le Sud), mais aussi par le Kanak François Néoéré, ancien militant FN puis de la liste « Entente », mais qui a modéré son propos après les évènements d'Ouvéa ; le « Regroupement des centristes et modérés » (RCM) formé dans le Sud essentiellement par des indépendantistes modérés dissidents du LKS, comme Henri Bailly ou William Trongadjo ; l'Union océanienne (UO), créé en mai 1989 par Kalépo Muliava afin de défendre les intérêts de la communauté wallisienne et futunienne (qui traditionnellement vote pour le RPCR) et rapprocher cette dernière des Kanaks.    
Les deux principales forces politiques, le RPCR et le FLNKS, présentent des listes dans les trois Provinces. Pour le premier, elles sont menées par le député Jacques Lafleur dans le Sud, par l'autre député Maurice Nénou dans le Nord et Robert Paouta Naxué dans les Îles Loyauté. Pour ce qui est du Front indépendantiste, qui se remet de la mort de son chef historique Jean-Marie Tjibaou et de son principal bras-droit Yeiwéné Yeiwéné (qui devaient être têtes de liste respectivement dans le Nord et les Îles), il s'agit de François Burck (d'origine européenne et mélanésienne, il a succédé à Jean-Marie Tjibaou à la présidence de l'Union calédonienne, principale composante du FLNKS) dans le Sud, Léopold Jorédié (ancien président de la Région Centre de 1985 à 1988, maire de Canala et membre de l'UC) dans le Nord et Richard Kaloï (aussi militant de l'UC) aux Îles. 
Le mouvement Libération kanak socialiste (LKS, fondé en 1981 par des dissidents du Parti de libération kanak souhaitant se maintenir dans le Front indépendantiste alors qu'une majorité de leur ancien parti souhaitait le quitter, et qui a toujours appelé à maintenir un certain dialogue avec les anti-indépendantistes pendant les Évènements) du grand-chef de Guahma sur Maré, Nidoïsh Naisseline (un des signataires des accords de Matignon) est également présent dans les trois Provinces à travers des appellations et des alliances différentes. Dans les Îles Loyauté, Nidoïsh Naisseline forme une liste baptisée « Front anti-néocolonialiste », entièrement composée du LKS. Dans le Sud, la liste « Majorité présidentielle », de tendance socialiste et indépendantiste modérée, unit le LKS à la fédération locale du Parti socialiste (PS) de Max Chivot (qui prend la première place de la liste). Et dans le Nord, comme en 1988 dans les Régions Est et Ouest, une liste « Unir pour Construire » est formée par le Parti socialiste de Nouvelle-Calédonie (PSNC, issu d'une dissidence du PSC, tout autant attaché à des réformes sociales, économiques et foncières mais moins décidé sur la question de l'indépendance) de Gustave Lethezer (tête de liste) et des militants du LKS emmenés par l'ancien maire de Poindimié (de 1977 à 1989) Francis Poadouy (numéro 2). Enfin, un dissident du LKS, Jacques Lalié, mène une liste « Front uni pour construire l'indépendance » dans les Îles Loyauté.

## Organisation du scrutin
Le nouveau régime électoral est défini par la loi no 88-1028 du 9 novembre 1988 portant dispositions statutaires et préparatoires à l'autodétermination de la Nouvelle-Calédonie en 1998. Le scrutin a lieu au suffrage universel direct, élisant pour un mandat de six ans à la proportionnelle de liste, selon la règle de la plus forte moyenne, les 54 élus des trois Assemblées de Provinces créées par cette réforme et dont la réunion forme le Congrès du Territoire. Le nombre de sièges par Assemblée de Province est la suivante :  
- Province Sud (Nouméa, Dumbéa, Païta, Mont-Dore, Yaté, Île des Pins, Thio, Boulouparis, La Foa, Sarraméa, Farino, Moindou, Bourail, Poya sud) : 32 sièges,
- Province Nord (Belep, Poum, Ouégoa, Pouébo, Hienghène, Poindimié, Touho, Ponérihouen, Houaïlou, Canala, Koumac, Kaala-Gomen,   Voh, Koné, Pouembout, Poya Nord) : 15 sièges,
- Province des îles Loyauté (Lifou, Maré, Ouvéa) : 7 sièges.

## Résultats
- Inscrits : 91 338 (1 siège pour environ 1 691 électeurs)
- Votants : 63 222
- Participation : 69,22 %
- Suffrages exprimés : 62 473 (98,82 % des votants)

- Anti-indépendantistes : 38 745 voix (62,02 %), 32 sièges :
- Rassemblement pour la Calédonie dans la République (droite chiraquienne anti-indépendantiste mais autonomiste, présidé par le député Jacques Lafleur) : 27 777 voix (44,46 %), 27 sièges
- Front national (section locale du parti d'extrême droite, anti-indépendantiste, anti-autonomiste, présidé par Guy George) : 4 207 voix (6,73 %), 3 sièges
- Calédonie Demain (droite anti-indépendantiste et anti-autonomiste, présidé par le maire de Dumbéa Bernard Marant) : 3 219 voix (5,15 %), 2 sièges
- Front calédonien (droite nationaliste, anti-indépendantiste, anti-autonomiste, départementaliste, présidé par Claude Sarran) : 1 611 voix (2,58 %), 0 siège
- « Un Pays pour tous » (centre autonomiste, mené par Jean-Pierre Aïfa) : 1 526 voix (2,44 %), 0 siège
- « Vérité, Dialogue, Fraternité » (centre droit autonomiste et multiculturel, mené par Victor Chrétien) : 405 voix (0,65 %), 0 siège.

- Indépendantistes : 21 299 voix (34,09 %), 20 sièges :
- Front de libération nationale kanak et socialiste (gauche indépendantiste, mené par François Burck, Rock Wamytan, Léopold Jorédié et Paul Néaoutyine) : 17 898 voix (28,65 %), 19 sièges
- Libération kanak socialiste et associés (gauche indépendantiste modérée et socialiste) : 2 924 voix (4,68 %), 1 siège
- « Regroupement des centristes et modérés » (centre indépendantiste modéré, mené par Henri Bailly) : 320 voix (0,51 %), 0 siège.
- « Front uni pour construire l'indépendance » (gauche indépendantiste modérée, dissidente du LKS, mené par Jacques Lalié) : 157 voix (0,25 %), 0 siège.

- Union océanienne (centre ethnique, mené par Kalépo Muliava) : 2 429 voix (3,89 %), 2 sièges

### Province Sud
- Inscrits : 57 348 (62,79 % du total, 1 siège pour environ 1 792 électeurs)
- Votants : 39 758 (62,89 % du total)
- Participation : 69,33 %
- Suffrages exprimés : 39 181 (62,72 % du total, 98,55 % des votants)

- RPCR (mené par le député Jacques Lafleur) : 20 844 voix (53,2 %), 21 sièges - Jacques Lafleur, Martin Hamu, Jean Lèques, Yves Magnier, Pierre Frogier, Pierre Maresca, Pierre Bretegnier, Marie-Noëlle Thémereau, Gaël Yanno, Nicaise Ouillemon, Harold Martin, Frédéric Lafleur, Jean-Claude Briault, Atélémo Taofifenua, Philippe Gomès, Christian Prost, Françoise Sagnet-Chaverot, Charles Lavoix, Jean Van Mai, Paul Maes, Henri Leleu.
- FLNKS (mené par François Burck) : 4 615 voix (11,78 %), 4 sièges - François Burck (UC), Rock Wamytan (UC), Adolphe Digoué (Palika), Joseph Moindou (UPM).
- FN (mené par Guy George) : 3 863 voix (9,86 %), 3 sièges - Guy George, Michel Therin, Bernard Herpin.
- CD (mené par Bernard Marant) : 2 751 voix (7,02 %), 2 sièges - Bernard Marant, Justin Guillemard.
- UO (menée par Kalépo Muliava) : 2 429 voix (6,2 %), 2 sièges - Kalépo Muliava, Aléfosio Lakina.

- FC - « Unité de la Calédonie dans la République » (mené par Claude Sarran) : 1 611 voix (4,11 %), 0 siège.
- « Un Pays pour tous » (mené par Jean-Pierre Aïfa) : 1 526 voix (3,89 %), 0 siège.
- « Majorité présidentielle » (menée par Max Chivot) : 817 voix (2,09 %), 0 siège.
- VDF (mené par Victor Chrétien) : 405 voix (1,03 %), 0 siège.
- RCM : 320 voix (0,82 %), 0 siège.

### Province Nord
- Inscrits : 21 535 (23,58 % du total, 1 siège pour environ 1 436 électeurs)
- Votants : 14 937 (23,63 % du total)
- Participation : 69,36 %
- Suffrages exprimés : 14 783 (23,66 % du total, 98,97 % des votants)

- FLNKS (mené par Léopold Jorédié) : 9 371 voix (63,39 %), 11 sièges - Léopold Jorédié (UC), Paul Néaoutyine (Palika), Eymard Bouanaoué (UC), Chénépa Boéwé (UPM), Paul Napoarea (UC), Séraphin Tiavouane (Palika), Francis Dalap (UC), Roland Braweao (UPM), Raymond Pabouty (UC), Lino Lepeu (UC), Cézelin Tchoeaoua (UC).
- RPCR (mené par Maurice Nénou) : 4 041 voix (27,34 %), 4 sièges - Maurice Nénou, Robert Frouin, Henri Wetta, Robert Saggio.

- « Unir pour Construire » (mené par Gustave Lethezer) : 666 voix (4,51 %), 0 siège.
- CD (mené par Marcel Dubois) : 361 voix (2,44 %), 0 siège.
- FN (mené par Paul Dangio) : 344 voix (2,33 %), 0 siège.

### Province des îles Loyauté
- Inscrits : 12 455 (13,64 % du total, 1 siège pour 1 779 électeurs)
- Votants : 8 527 (13,49 % du total)
- Participation : 68,46 %
- Suffrages exprimés : 8 509 (13,62 % du total, 99,79 % des votants)

- FLNKS (mené par Richard Kaloï) : 3 912 voix (45,97 %), 4 sièges - Richard Kaloï (UC), Cono Hamu (UC), Albert Ouckewen (UC), André Haocas (UC).
- RPCR (mené par Robert Paouta Naxué) : 2 892 voix (33,99 %), 2 sièges - Robert Paouta Naxué, Simon Loueckhote.
- « Front anti-néocolonialiste » (mené par Nidoïsh Naisseline) : 1 441 voix (16,94 %), 1 siège - Nidoïsh Naisseline.

- « Front uni pour construire l'indépendance » (mené par Jacques Lalié) : 157 voix (1,85 %), 0 siège.
- CD (mené par Jacques Haewegene) : 107 voix (1,26 %), 0 siège.

## Conséquences
La participation n'est supérieure à celle de 1988 que de 10 points, alors que cette fois-ci le FLNKS et le LKS participent au scrutin. C'est l'électorat anti-indépendantiste qui s'est moins mobilisé que la fois précédente. Le RPCR, malgré les critiques apportées à Jacques Lafleur pour avoir signé les accords de Matignon, reste le premier parti du Territoire (presque la majorité absolue en voix, avec 44,46 %, et 27 sièges sur 54 au Congrès) et, plus encore, du camp anti-indépendantiste (il réunit encore 71,69 % de cet électorat, et obtient une nette majorité en Province Sud avec 53,2 % des voix et 21 élus sur 32). Le FN, concurrencé par le Front calédonien et par Calédonie Demain (qui fait son entrée à l'Assemblée de la Province Sud, et donc au Congrès, avec 2 sièges), en revanche connaît une certaine baisse avec 6,73 % des suffrages réunis par ces deux listes, et 3 sièges à l'Assemblée de la Province Sud et au Congrès du Territoire. 
Le FLNKS se maintient aussi comme la force prépondérante du camp indépendantiste, avec 84,03 % des voix favorables à l'accès à la souveraineté. Il obtient le contrôle de la Province Nord (63,39 % et 11 sièges sur 15) et des Îles Loyauté (45,97 % et 4 élus sur 7). 
Le 16 juin 1989, les trois présidents des Assemblées de Province sont élus : il s'agit de Jacques Lafleur (RPCR) dans le Sud, de Léopold Jorédié (FLNKS-UC) dans le Nord et de Richard Kaloï (FLNKS-UC) aux Îles Loyauté. Le 26 juin suivant, Simon Loueckhote (RPCR, élu des Îles) est choisi pour prendre la présidence du Congrès du Territoire, et le 25 juillet Pierre Maresca (RPCR, élu du Sud) est reconduit à la tête de la Commission permanente de cette institution.